# Cueva de Hadži-Prodan
La cueva de Hadži-Prodan (cirílico serbio: Хаџи-Проданова пећина) es un yacimiento arqueológico del Paleolítico y un monumento natural nacional, situado en el pueblo de Raščići a unos 7 km de Ivanjica, en el centro oeste de Serbia. La entrada, bastante estrecha y alta, con una altitud de 630 m sobre el nivel del mar, se sitúa a unos 40 m sobre el lecho del valle del río Rašćanska y está orientada hacia el sur. La cueva, de 345 m de longitud, se formó durante el Cretácico Superior en una caliza senoniana "de capa gruesa a masiva". Zoran Vučićević ya había recogido fragmentos de cerámica prehistórica y fósiles de fauna del Pleistoceno en Ivanjica. En la entrada de la cueva y en la caverna principal se descubrieron fósiles de animales, especialmente de oso de las cavernas (Ursus spelaeus), y artefactos de la Edad de Hierro durante un estudio areal no relacionado. El yacimiento lleva el nombre de Hadži-Prodan, un revolucionario serbio del siglo XIX.

## Excavaciones
Hadži Prodanova ha sido objeto de investigación y estudio en la literatura espeleológica y arqueológica durante más de un siglo. Recibió una atención renovada tras una campaña de excavación conjunta de 2003 a 2004 de la Universidad de Belgrado, el Museo Nacional de Serbia y el Instituto de Protección del Patrimonio Cultural de Kraljevo. Se decidió revisar y documentar a fondo el yacimiento, ya que durante las excavaciones anteriores se desenterraron materiales y objetos de origen paleolítico y huesos fosilizados de la fauna del Pleistoceno. Se realizaron sondeos para identificar los cimientos y cartografiar la posición original de una iglesia de principios del siglo XX (San Arcángel Miguel) que en su día se encontraba justo delante de la entrada de la cueva, con el fin de evaluar con precisión la viabilidad de su reconstrucción. En 2003 se excavó una zanja de 2,5 m de profundidad y 16 m2 en la entrada, la caverna principal y la parte interna de la meseta de la cueva. Sólo se descubrieron quince artefactos paleolíticos en el interior de la cueva. La mayoría de los descubrimientos proceden de la meseta frontal. El objetivo de la excavación era evaluar la posición estratigráfica de los hallazgos. En Hadži Prodanova se han encontrado importantes depósitos de fauna de diversos vertebrados grandes y pequeños. Se investigaron cinco capas de sedimentos y se desenterraron los restos de osos de las cavernas, lobos, íbices, varios roedores y aves. En total, se han encontrado 13 especies de roedores, que siguen existiendo. La composición y la frecuencia ayudaron a determinar mejor las características ecológicas de los segmentos estratigráficos.

### Análisis
En un análisis tafonómico preliminar de 2010 se llegó a la conclusión de que "la ocupación humana fue muy breve, tal vez sólo unas horas, lo que es algo más común en el Paleolítico Medio que en el Epigravetense". Sin embargo, Hadži Prodanova y la cercana cueva de Šalitrena son hasta ahora los únicos yacimientos rupestres de las montañas de los Balcanes centrales que han aportado pruebas de la presencia humana en un contexto cultural gravetiense y/o epigravetiense. Dušan Mihailović sostiene en "Palaeolithic and Mesolithic research in the Central Balkans" que las comunidades gravetienses poblaron el sureste de Europa hace unos 26.000 años -el comienzo del último máximo glacial-, evitaron los hábitats montañosos y se retiraron preferentemente a los refugios cercanos a la costa y al sur de los Balcanes.

## Estratigrafía
Los sedimentos interiores tienen una altura de unos 2,5 m y constituyen una secuencia estratigráfica de cinco capas culturales.
- 1. Capa superior de la época del Holoceno de arcilla gris mezclada con rocas fragmentadas, que contenía artefactos de la Edad de Hierro y más recientes.

- 2. Los estratos del Paleolítico Superior tardío de arcilla marrón y amarillenta mezclada con restos finos, que contenían lascas y artefactos de sílex astillados atribuidos a la cultura epigravetense, los implementos con bordes bruscamente retocados apuntan a una deposición del asentamiento cultural gravetiense o epigravetense.

- 3. Capa arqueológicamente estéril de arcilla marrón con detritos gruesos, rocas grandes y sin artefactos.

- 4. Estratos del Paleolítico Medio de arcilla marrón claro con detritos finos y depósitos de grava fina de diversos tamaños, que contenían artefactos. Las características ecológicas de la capa 4 y 5 son similares.

- 5. Estrato Paleolítico Medio de arcilla marrón oscura con detritos gruesos y rocas grandes, que arrojaron dos herramientas raspadoras y varios artefactos hechos de cuarcita . Esta capa se dividió además en cuatro horizontes (a, b, cyd).

- La estructura de sedimentos de la entrada de la cueva se extiende a la zona exterior relativamente plana de unos 80 m2, donde las excavaciones hasta una profundidad de 4,4 m aún no han alcanzado el lecho rocoso[1]

Hadzi Prodanova fue puesta bajo protección nacional en 1974 y su estatus de protección fue revisado y aprobado en 2005.